# 海峽建設投資
海峽建設投資是一家由中港台富豪合資成立的房地產開發公司，股東包括世茂集團49%、恒基兆業、遠雄集團、東元集團及已故郭炳湘創辦之帝國集團等，公司總部位於香港。 海峽建設投資長遠希望籌資得100億美元作為發展。
2011年3月，海峽建設投資以44.72億元人民幣，投得南京市河西新城地皮，項目被命名為南京海峽城。